# Elecciones generales de Bolivia de diciembre de 1925
Las elecciones generales de Bolivia de diciembre de 1925 se llevaron a cabo en todo el país el día domingo 1 de diciembre de 1925, con el objetivo de elegir al futuro Presidente de Bolivia para el periodo constitucional 1926-1930. Alrededor 72 549 personas acudieron a las urnas para depositar su voto con el sistema electoral de voto calificado. Se presentaron dos candidatos; Hernando Siles Reyes representando al Partido Republicano y Daniel Salamanca Urey representando al Partido Republicano Genuino. 
El candidato Siles Reyes ganó esos comicios con más del 97 % de la votación total, logrando obtener el apoyo de 70 612 votos mientras que Salamanca solo obtuvo 1 937 votos (apenas el 2,67 % de la votación). En consecuencia, Siles fue declarado ganador de los comicios mediante ley del 6 de enero, asumiendo la Presidencia de Bolivia el 10 de enero de 1925.